# Scheuerbach (Salzach)
Der Scheuerbach ist ein etwa 2,6 Kilometer langer Bach, der zwischen den baden-württembergischen Orten Knittlingen und Bretten-Ruit entsteht und südlich von Bretten von rechts in die Salzach mündet.

## Name
Der Bach wurde nach der anliegenden Flur Scheuerwiese (Erstbeleg 1543 „schúer wisen“) benannt. Eine Scheuer bezeichnet im Oberdeutschen eine Scheune. Ein alternativer Name für den Bach ist Scheuerbrunnengraben.

## Geographie

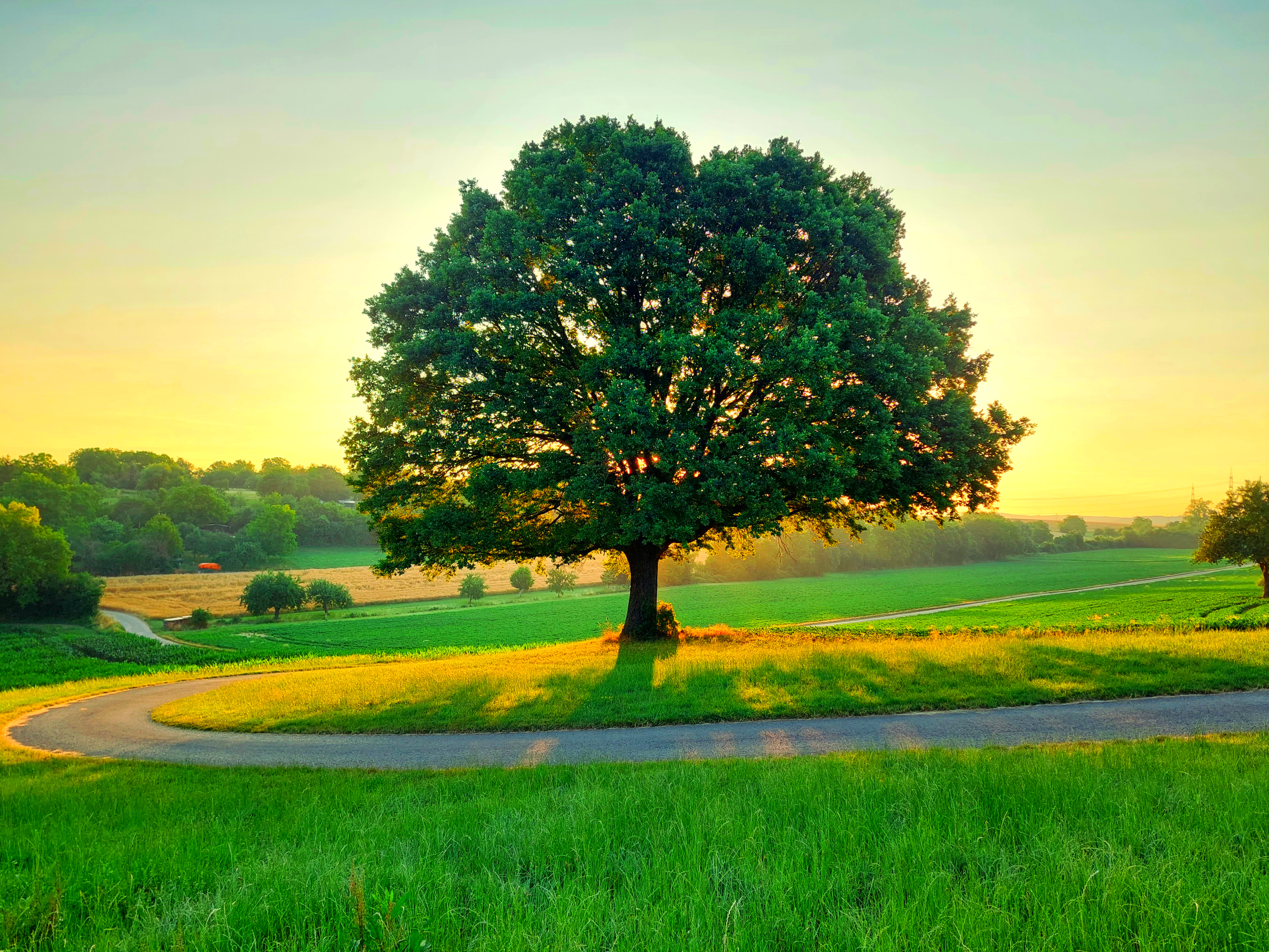
Naturdenkmal „Alte Eiche in der Scheuerwiese“

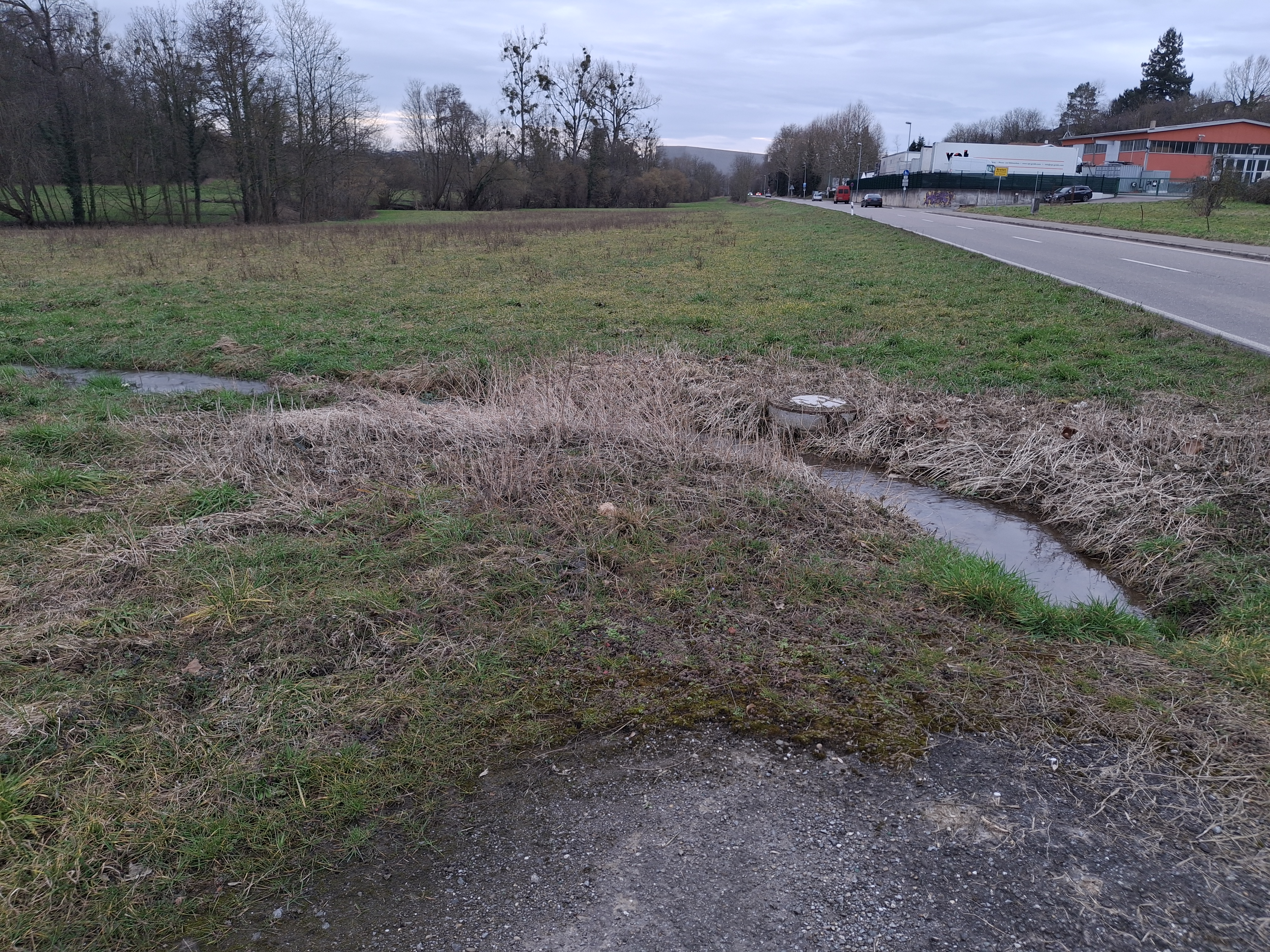
Scheuerbach an der Ruiter Straße in Bretten

### Verlauf
Der Scheuerbach entsteht auf etwa 233 m ü. NHN als unscheinbarer Feldweggraben östlich der Zeppelinstraße 21 in Knittlingen und fließt in südlicher Richtung. Beim Gewann „Pfütze“ erhält er einen kleinen Zufluss und wendet sich nach Westen. Nach rund 900 Fließmetern erreicht er das bewaldete Areal „Scheuerbrunnen“ und durchquert kurz darauf die landwirtschaftlich genutzte „Scheuerwiese“. Nahe seiner Mündung unterquert der Bach die Kreisstraße 3569, die Ruit mit Bretten verbindet, und verläuft für etwa 140 m als Straßengraben. Schließlich mündet er auf etwa 177 m ü. NHN, nach der Ölmühle im Ruiter Tal, von rechts in die Salzach.

### Einzugsgebiet
Das Einzugsgebiet des Scheuerbachs erstreckt sich über rund 1,5 km² und gehört zum Naturraum 125 des Kraichgaus. Es umfasst einen großen Teil des Gebietes zwischen Bretten, Knittlingen und Ruit und besteht hauptsächlich aus Ackerland.
Die höchste Erhebung befindet sich mit 234 m ü. NHN im Gewann „Schiersbaum“, etwa 300 m westlich der Quelle. Die Flächen südlich und westlich des Einzugsgebietes entwässern direkt in die Salzach, während die nördlich und östlich davon in die Weißach fließen.

### LUBW
Amtliche Online-Gewässerkarte mit passendem Ausschnitt und den hier benutzten Layern: Lauf und Einzugsgebiet des Scheuerbachs

Allgemeiner Einstieg ohne Voreinstellungen und Layer: Daten- und Kartendienst der Landesanstalt für Umwelt Baden-Württemberg (LUBW) (Hinweise)
1. 1 2 3  Höhe nach dem Höhenlinienbild auf dem Hintergrundlayer Topographische Karte.
2. ↑  Länge nach dem Layer Gewässernetz (AWGN).
3. ↑  Einzugsgebiet nach dem Layer Basiseinzugsgebiet (AWGN).

### Andere Belege
1. ↑  Josef Schmithüsen: Geographische Landesaufnahme: Die naturräumlichen Einheiten auf Blatt 161 Karlsruhe. Bundesanstalt für Landeskunde, Bad Godesberg 1952. → Online-Karte (PDF; 5,1 MB)
2. ↑  Modellierte Werte nach Abfluss-BW Gewässerknoten MQ/MNQ
3. ↑  Ernst Schneider: Die Flurnamen der Stadt Bretten - Ein Beitrag zur Namenkunde des Kraichgaues. Esser Druck Bretten 1985, S. 116.
4. ↑  Willy Bickel: Der Saalbach und seine Zuflüsse. Beitrag zur Flußnamensforschung des Kraichgaus. In: Fritz Herzer (Hrsg.): Bruchsaler Heimatgeschichte. Bruchsal 1955, S. 20.